# Elimia alabamensis
Elimia alabamensis es una especie de caracol de agua dulce ,molusco gasterópodo de la familia Pleuroceridae en el orden de los Mesogastropoda.

## Distribución geográfica
Es  endémica de Estados Unidos.  